# Мулі-Тибетський автономний повіт
27°55′47″ пн. ш. 101°16′43″ сх. д. / 27.92967° пн. ш. 101.27861° сх. д.
Мулі-Тибетський автономний повіт (кит. 木里藏族自治县, пін. Mùlĭ Zàngzú Zìzhìxiàn) — один із повітів КНР у складі Ляншань-Їської автономної префектури, провінція Сичуань. Адміністративний центр — містечко Цяова.

## Географія
Мулі-Тибетський автономний повіт розташовується на північному заході префектури у горах Гендуаншань (перепад висот у діапазоні від 1530 до 5958 метрів над рівнем моря), лежить на річці Ялунцзян.

### Клімат
Повіт знаходиться у зоні, котра характеризується океанічним кліматом субтропічних нагір'їв. Найтепліший місяць — червень із середньою температурою 19 °C. Найхолодніший місяць — грудень, із середньою температурою 7,4 °С.
| Клімат повіту Мулі-Тибет | Клімат повіту Мулі-Тибет | Клімат повіту Мулі-Тибет | Клімат повіту Мулі-Тибет | Клімат повіту Мулі-Тибет | Клімат повіту Мулі-Тибет | Клімат повіту Мулі-Тибет | Клімат повіту Мулі-Тибет | Клімат повіту Мулі-Тибет | Клімат повіту Мулі-Тибет | Клімат повіту Мулі-Тибет | Клімат повіту Мулі-Тибет | Клімат повіту Мулі-Тибет | Клімат повіту Мулі-Тибет |
| Показник                 | Січ.                     | Лют.                     | Бер.                     | Квіт.                    | Трав.                    | Черв.                    | Лип.                     | Серп.                    | Вер.                     | Жовт.                    | Лист.                    | Груд.                    | Рік                      |
| Середній максимум, °C    | 15,1                     | 16,9                     | 19,8                     | 23,1                     | 24,9                     | 25,4                     | 24,7                     | 24,2                     | 22,9                     | 21                       | 17,6                     | 15,3                     | 20,9                     |
| Середня температура, °C  | 7,5                      | 9,5                      | 12,4                     | 15,5                     | 17,8                     | 19                       | 18,9                     | 18,4                     | 16,9                     | 14,5                     | 10,2                     | 7,4                      | 14                       |
| Середній мінімум, °C     | 1                        | 2,9                      | 5,9                      | 9,1                      | 12,1                     | 14,5                     | 15                       | 14,6                     | 13                       | 9,6                      | 4,5                      | 1                        | 8,6                      |
| Норма опадів, мм         | 3.2                      | 3.5                      | 9.3                      | 20.6                     | 62.1                     | 150.3                    | 217.1                    | 177.2                    | 122.2                    | 49.2                     | 10.2                     | 2.9                      | 827.8                    |
| Вологість повітря, %     | 37                       | 34                       | 36                       | 40                       | 55                       | 69                       | 76                       | 76                       | 75                       | 66                       | 56                       | 44                       | 55.3                     |
| ------------------------ | ------------------------ | ------------------------ | ------------------------ | ------------------------ | ------------------------ | ------------------------ | ------------------------ | ------------------------ | ------------------------ | ------------------------ | ------------------------ | ------------------------ | ------------------------ |
| Джерело: data.cma.cn     |                          |                          |                          |                          |                          |                          |                          |                          |                          |                          |                          |                          |                          |